# Науково-гуманітарний комітет

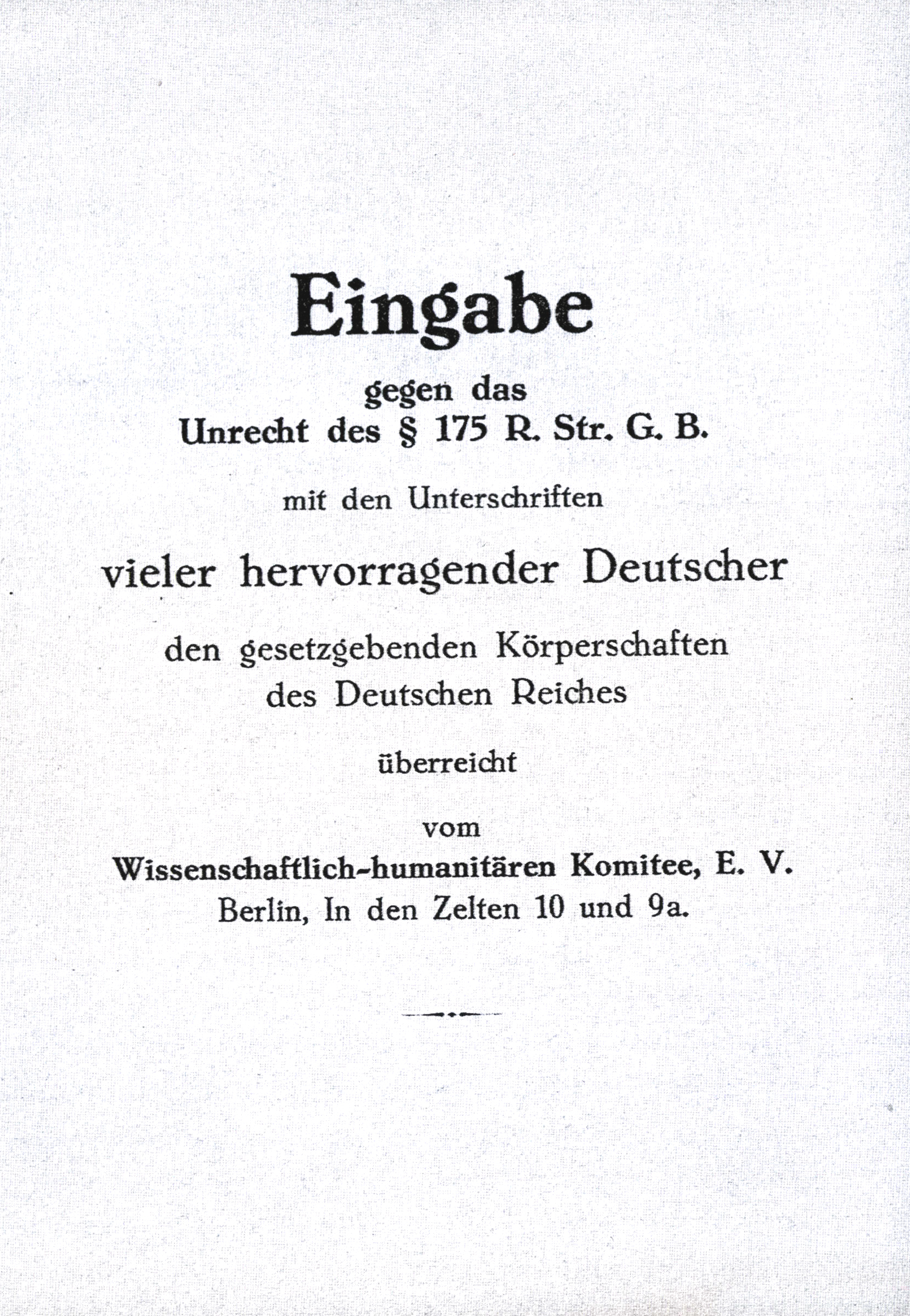
Петиція проти § 175 (1926 рік).

Науково-гуманітарний комітет (нім. Wissenschaftlich-humanitäres Komitee, скорочено: WhK) – перша в світовій історії організація, що виступала за захист прав негетеросексуальних людей, за скасування кримінальної відповідальності за гомосексуальні відносини і за виховні програми серед населення для розуміння та прийняття суспільством одностатевої любові. Комітет існував з 1897 по 1933 роки.

## Історія
Комітет був заснований 15 травня 1897 року Магнусом Гіршфельдом, Максом Шпором, Едуардом Обергом і Франц Йозефом фон Бюловим. Однією з цілей Комітету було скасування § 175. В перший рік свого існування Комітет подає першу петицію до Рейхстагу з проханням скасувати переслідування гомосексуальних контактів. Петиція була підписана великою кількістю науковців, політиків та діячів мистецтва. У 1900 році Комітет подав другу подібну петицію. Третя петиція була подана у 1904 році, але вона була відхилена, і в 1907 році вона була подана знову, але не мала успіху.
Науково-гуманітарний комітет активно співпрацював із створеним Гіршфельдом Інститутом сексуальних наук в Берліні. Від нього комітет прийняв безліч теорій про джерела гомосексуальності. Зокрема, Комітет розглядав гомосексуальних чоловіків як проміжну «третя стать» між чоловіками та жінками. Комітет проводив дослідження гомосексуальності з метою доведення її вродженого характеру і тим самим обґрунтувати неправомірність кримінального переслідування геїв.
1901 року Гіршфельд опублікував широкомасштабну публікацію «Що треба знати народу про третій ґендер» (нім. Was muss das Volk vom Dritten Geschlecht wissen!).
У січні 1933 року загинув незмінний секретар Науково-гуманітарного комітету. Через деякий час сам Комітет, що з 1897 року бореться за скасування Параграфа 175, завершує свою роботу і розпускається.